# Comunidad de comunas del País de Clermontois
La Comunidad de comunas del País de Clermontois (Communauté de communes du Pays du Clermontois en francés), es una estructura intercomunal francesa situada en el departamento francés de Oise de la región de Picardía.

## Historia
Fue creada en 1960 como Distrito Urbano, con la unión de doce de las veinticuatro comunas del antiguo cantón de Clermont, cinco de las once comunas del antiguo cantón de Mouy y dos de las veintidós comunas del antiguo cantón de Liancourt, y que actualmente pertenecen catorce al nuevo cantón de Clermont y cinco al nuevo cantón de Mouy.
En 1994 cambió de distrito a Comunidad de comunas.
El 1 de enero de 2013, la comuna de Bury dejó de pertenecer a la comuna para pasar a formar parte de la comunidad de comunas País de Thelle.

## Nombre
Debe su nombre a  que las diecinueve comunas que la componen se hallan en el área de influencia de la comuna que le da su nombre.

## Composición
La Comunidad de comunas reagrupa 19 comunas:
| Comuna                   | Código INSEE | Cantón   | Población (2012) | Superficie (km²) | Densidad (hab./km²) |
| ------------------------ | ------------ | -------- | ---------------- | ---------------- | ------------------- |
| Agnetz                   | 60007        | Clermont | 2977             | 12,94            | 230                 |
| Ansacq                   | 60016        | Mouy     | 269              | 8,40             | 32                  |
| Breuil-le-Sec            | 60106        | Clermont | 2463             | 8,89             | 277                 |
| Breuil-le-Vert           | 60107        | Clermont | 2900             | 7,37             | 393                 |
| Bury                     | 60116        | Mouy     | 2977             | 17,05            | 175                 |
| Cambronne-lès-Clermont   | 60120        | Mouy     | 1070             | 9,34             | 115                 |
| Catenoy                  | 60130        | Clermont | 1002             | 12,61            | 79                  |
| Clermont                 | 60157        | Clermont | 10862            | 5,81             | 1870                |
| Erquery                  | 60215        | Clermont | 578              | 5,91             | 98                  |
| Étouy                    | 60225        | Clermont | 795              | 9,53             | 83                  |
| Fitz-James               | 60234        | Clermont | 2349             | 9,65             | 243                 |
| Fouilleuse               | 60247        | Clermont | 120              | 2,91             | 41                  |
| Lamécourt                | 60345        | Clermont | 223              | 3,44             | 65                  |
| Maimbeville              | 60375        | Clermont | 376              | 5,75             | 65                  |
| Mouy                     | 60439        | Mouy     | 5249             | 9,87             | 532                 |
| Neuilly-sous-Clermont    | 60451        | Mouy     | 1686             | 7,74             | 218                 |
| Nointel                  | 60464        | Clermont | 1011             | 9,35             | 108                 |
| Rémécourt                | 60529        | Clermont | 95               | 2,78             | 34                  |
| Saint-Aubin-sous-Erquery | 60568        | Clermont | 316              | 6,26             | 50                  |

## Competencias
La comunidad es un organismo público de cooperación intercomunal.
Sus recursos provienen del impuesto sobre los rendimientos del trabajo único, del sistema de contribuciones que se aplica a los residuos y asignaciones y subvenciones de diversos socios.
Sus competencias en general se centran en el desarrollo económico, medio ambiental, de empleo y los servicios comunitarios a los habitantes:
- Ordenación del Territorio
  - Plan de Coherencia Territorial (SCOT, en francés) (a título obligatorio).
  - Plan Sectorial (a título obligatorio).
- Desarrollo y organización económica
  - Acción de desarrollo económico de las actividades industriales, comerciales o de empleo, (apoyo de las actividades agrícolas y forestales...) (a título obligatorio).
  - Creación, organización, mantenimiento y gestión de zonas de actividades industriales, comerciales, terciario, artesanal o turístico (a título obligatorio).
- Desarrollo y organización social y cultural
  - Actividades culturales y socioculturales (a título facultativo).
  - Actividades deportivas (a título facultativo).
  - Construcción y/u organización, mantenimiento, gestión de equipamientos o establecimientos culturales, socioculturales, socioeducativos, deportivos… (a título optativo).
  - Transporte escolar (a título facultativo).
- Medio ambiente
  - Saneamiento no colectivo (a título facultativo).
  - Recogida y tratamiento de los residuos urbanos y asimilados (a título optativo).
  - Protección y valorización del Medio Ambiente (a título optativo).
- Vivienda y hábitat
  - Programa local del hábitat (a título optativo).
- Servicio de vías públicas
  - Creación, organización y mantenimiento del servicio de vías públicas (a título optativo).
- Otros
  - Adquisición comunal de material (a título facultativo).
  - Informática, Talleres vecinales (a título facultativo).